# 復仇者之死
《復仇者之死》，前稱《罪與罰》《剖術者》，是香港導演黃精甫於2010年完成的香港電影，由麥浚龍、蒼井空主演，陳子聰監製。於2010年12月2日上映。
本片為2010年香港亞洲電影節參展作品。

## 故事
市內接連發生兩宗孕婦遭強行剖腹取子的兇殺案，而兩名孕婦的警員丈夫也同時與妻子被兇殺，兇手犯案手法極度殘忍，一時城內人心惶惶，市民皆害怕遇上這位「剖術者」，成為無辜犧牲品。經警方調查，竟發現兩名孕婦的丈夫隸屬同一便衣偵探組，案情耐人尋味。未幾疑兇陳杰被捕歸案，但陳杰被捕後第三宗兇案卻再度發生！一連事故，揭發出背後恐怖的因由。
數月前，一名濫權的香港休班警杜哥欲免費嫖妓，卻錯誤強姦了天生智障又無親無故的張穎。後來陳杰陪張穎到警署報案，不幸地遇上了強姦張穎的警員杜哥。杜哥聯同數名警員濫用私刑痛打陳杰，並在他面前輪姦了張穎，更砌生豬肉以襲警罪令陳杰入獄。陳杰出獄後，發現張穎因姦成孕，欲哭無淚。陳杰決定為張穎復仇，把輪姦她的所有涉案警員及其家人一一殺死，因而發生了上述一連串的孕婦剖腹兇殺案。
陳杰準備殺死杜哥前因成為了剖腹兇殺案而被拘捕，張穎為了幫陳杰洗脫嫌疑，在陳杰拘留期間自行剖腹取子自殺身亡，也就是上述的第三宗兇案。陳杰被釋放後，又去向其他輪姦張穎的警員報仇。幾年後他向最後一名生還警員、當初帶頭輪姦張穎的警察隊目杜哥報仇，報仇得手後被該警員的同伙人擊殺身亡。

## 章節
開　頭：當末日由魔鬼做主，審判的一刻，誰最接近地獄?

第一章：謀殺魔鬼的瘋子

第二章：掘魔鬼墳墓者的呼吸聲

第三章：生命親口向我們透露過這秘密

第四章：鮮血流出之前，別相信誰能給你永生

終　章：群眾目睹他們殺戮，同時目睹他們擁抱

結　尾：一對仇人立於曠野上，赤裸身體的。引來很多看熱鬧的人，群眾希望他們殺戮，結果太殘忍，於是群眾希望他們擁抱，結果太納悶。最後，群眾對仇恨感到麻木了。

## 演員及工作人員

### 演員
- 麥浚龍 飾 陳杰，陪張穎到警署報案時被私刑虐打，剖腹案中的嫌疑犯
- 蒼井空 飾 張穎，天生智障、無親無故的少女，在警署中被警員輪姦，剖腹案中的第三名受害人。
- 劉　永 飾 杜學順（杜哥），警察隊目
- 錢小豪 飾 謝夫，杜哥手下
- 何華超 飾 國華，杜哥手下
- 黃樹棠 飾 老鬼，杜哥手下
- 林零原 飾 丁仔，杜哥手下
- 余達志 飾 玲姐，張穎鄰居，應召女

### 工作人員
- 導演：黃精甫
- 監製：陳子聰、黃精甫、麥浚龍
- 編劇：黃精甫、梁禮彥
- 原創故事：麥浚龍
- 攝影指導：王金城 (HKSC)
- 剪接：張嘉輝 (HKSE)、黃精甫
- 原創音樂：Dan F
- 動作指導：黃偉亮

## 獎項
- 第33屆莫斯科國際電影節[4]。
  - 最具文本哲學獎
  - 最佳導演（黃精甫）
- 第十五屆富川國際奇幻影展
  - 最佳男演員（麥浚龍）
- 第48屆(2011年)台灣金馬獎電影節
  - 入圍：最佳男配角（劉永）

## 其它

### 創作起源
故事的原型當初由黃精甫、麥浚龍兩人提出，後來編劇梁禮彥的加入，完整劇本開始形成起來。黃精甫表示，故事以探討何謂「仇恨」作主調。麥浚龍則表示本片在某度上，是齣愛情片。

### 電影評級
在送呈予香港的電影檢查處作評級時，因片中出現大量活剖腹、強烈暴力等過度血腥場面，電影公司方面再度剪去某些血腥部份，而被評「三級」，限制十八歲以下人士不得觀看。

### 軼話
- 劇本方面，總共編寫了五稿。[6]
- 黃精甫表示，張穎一角本來打算起用香港女演員飾演，但不果。最後在日本選角時相中蒼井空。
- 此片亦是劉永首部三級片兼闊別銀幕多年回歸之作。

## 外部連結
- 《復仇者之死》的Facebook專頁
- 開眼電影網上《復仇者之死》的資料（繁體中文）
- 豆瓣电影上《復仇者之死》的資料 （简体中文）
- 时光网上《復仇者之死》的資料（简体中文）
- AllMovie上《復仇者之死》的资料（英文）
- 爛番茄上《復仇者之死》的資料（英文）
- 香港影庫上《復仇者之死》的資料（繁體中文）
- 互联网电影数据库（IMDb）上《復仇者之死》的资料（英文）
- 《講。鏟。片》影評：《復仇者之死》：風格濃烈，演員出色
- 香港影評人協會影評：《罪與愛的衝突？》曉龍編寫 （页面存档备份，存于）
- 林潘：《复仇者之死》：一部有深度的R级电影